# Fanohge Chamoru
Fanohge Chamoru ou Guam Hymn est le titre de l'hymne national de Guam, écrit en chamorro.
Adopté selon la loi de Guam (Public Law 19-55:1) : l'hymne de Guam composé par le Dr. Ramon M. Sablan a été adopté comme hymne officiel du territoire, la version en chamorro par Lagrimas Untalan, et la version anglaise par le Dr. Sablan :

## Texte officiel
| Fanohge Chamorro Fanohge Chamorro put i tano'-ta Kånta i ma tunå-ña gi todu i lugåt. Para i Onra, Para i Gloria Abiba i isla sinparat. (ripiti : bis) Todu i tiempo i pas para hita Yan ginen i langet na bendision. Kontra i piligru na'fansåfo' ham Yu'os prutehi i islan Guam. (ripiti) | Guam Hymn Stand ye Guamanians for your country And sing her praise from shore to shore. For her Honor, for her Glory Exalt our island forverer more (bis). May everlasting peace reign over us May heaven's blessing to us come. Against all perils, do not forsake us God protect our isle of Guam (bis). |

Si la version officielle écrit bien Chamorro (et non Chamoru) la réforme de l'orthographe adoptée depuis la XIXe législature préconise d'écrire Chamoru — d'autres différences (mineures) existent entre le texte officiel (supra) et le texte modernisé.
La composition de l'hymne de Guam a été grandement influencée par l'histoire socio-politique d'avant la Seconde Guerre mondiale, à une époque où les habitants de Guam étaient administrés par des Gouverneurs de la marine américaine et où l'usage du chamorro était découragé. La loi organique de Guam, signée par le président Truman le 1er août 1950 est la première loi fédérale qui garantit à Guam une forme limitée d'autonomie et qui transfère l'administration du ministère de la Navy à celui de l'Intérieur. Elle fixe également le statut de territoire américain non-incorporé.